# Neta S
Neta S — среднеразмерный электромобиль-седан, выпускаемый китайской компанией Hozon Auto под брендом Neta (Nezha).

## История
Автомобиль Neta S дебютировал в апреле 2021 года в Шанхае. Концепт-кар назывался Neta Eureka 03. До 100 км/ч автомобиль разгоняется за 4 секунды, а запас хода составляет 800 км по циклу NEDC. Также установлен автопилот 4 уровня. Конкурентом является Tesla Model 3.

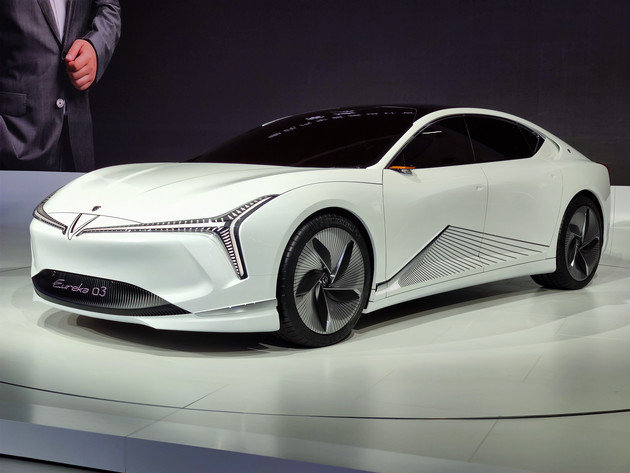
Neta Eureka 03
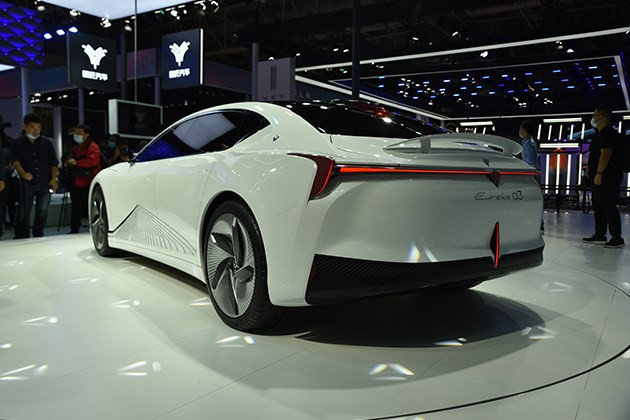
Вид сзади
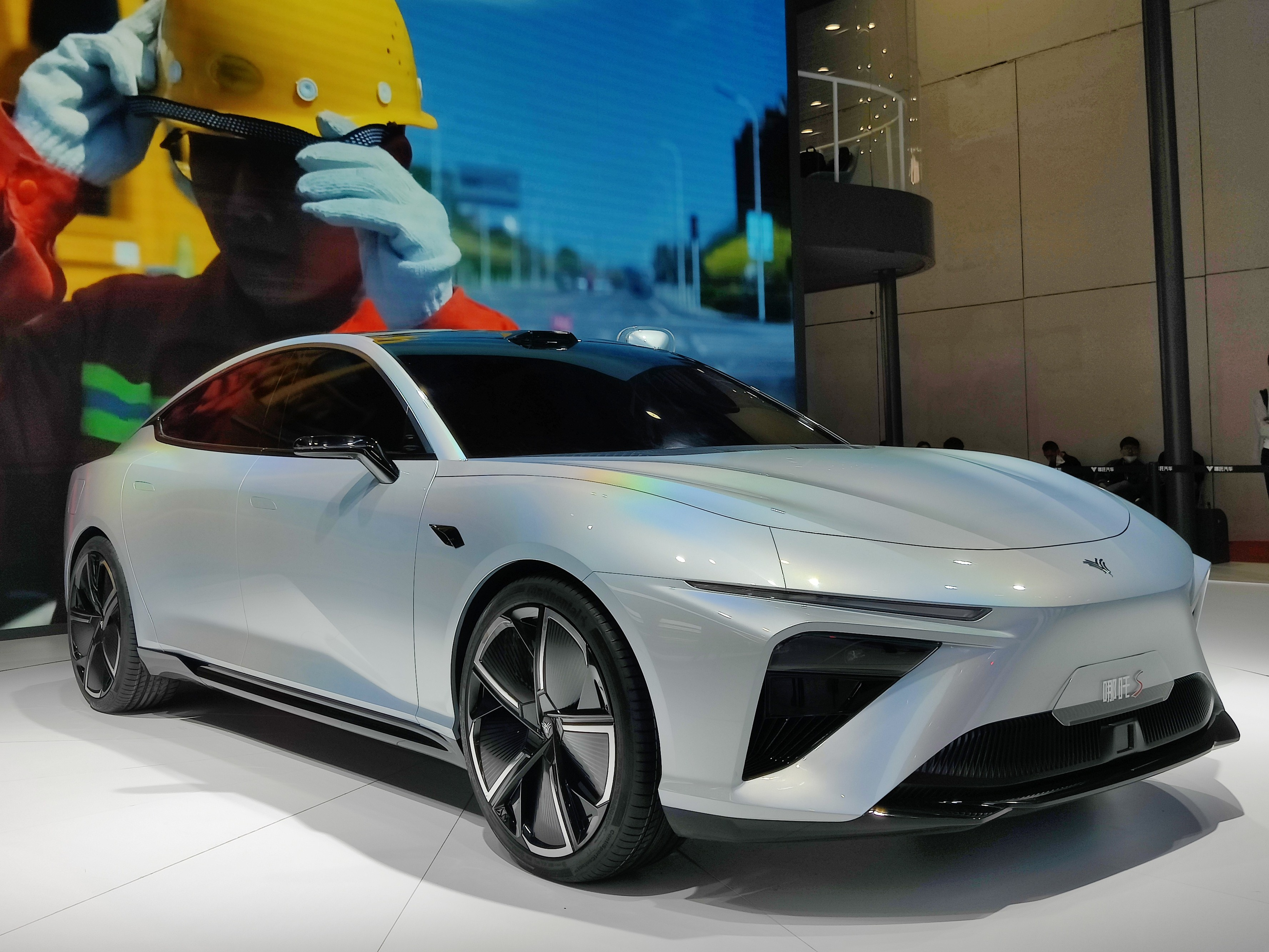
Neta S
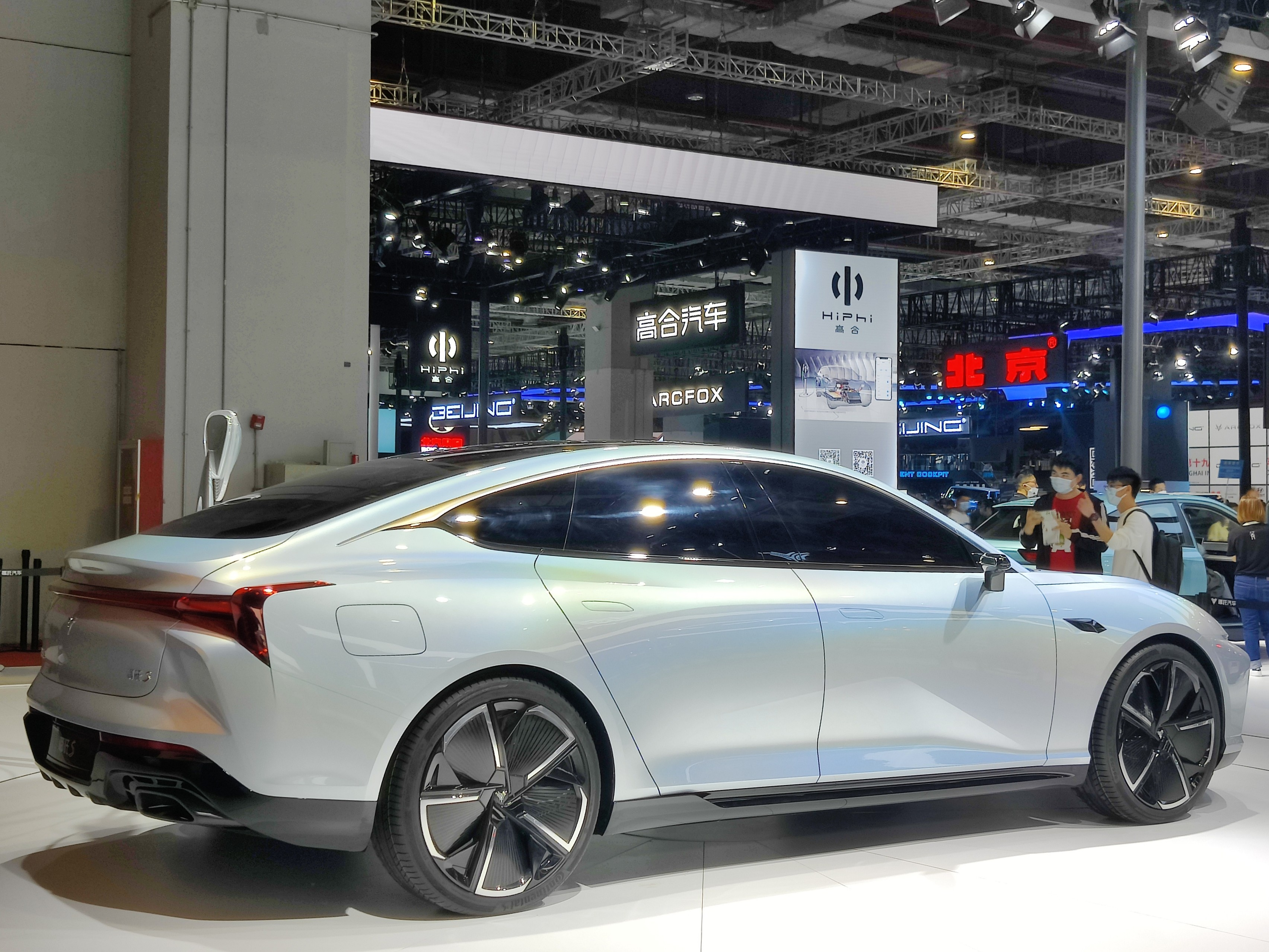
Вид сзади

## Технические характеристики
Автомобиль Neta S оснащён тремя лидарами, пятью радарами миллиметрового диапазона и шестью камерами. Запас хода составляет 800 км у базовой модели и 1100 км у двухмоторной комплектации.

Электрооборудование разрабатывается компанией Huawei.

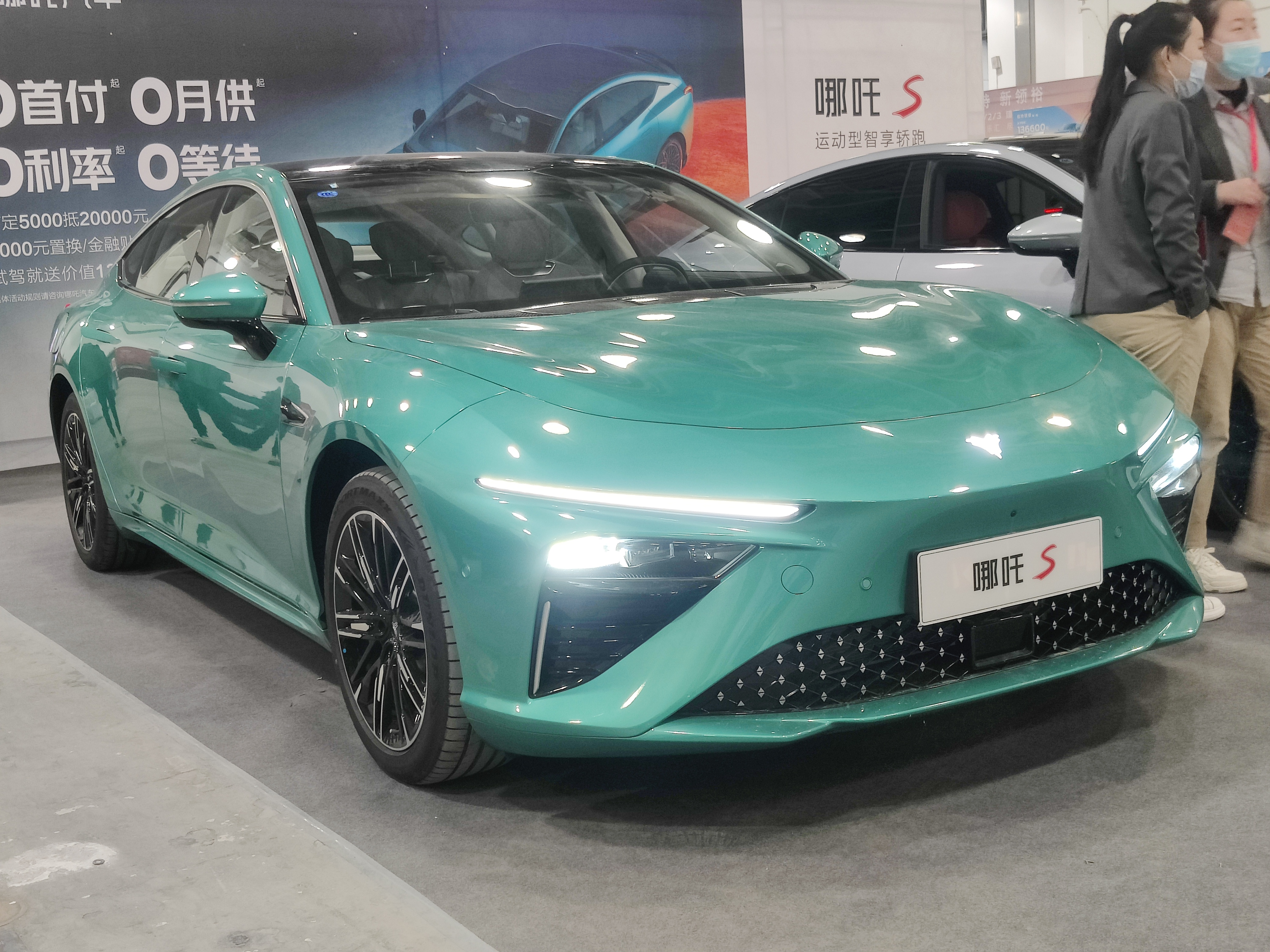
Вид спереди
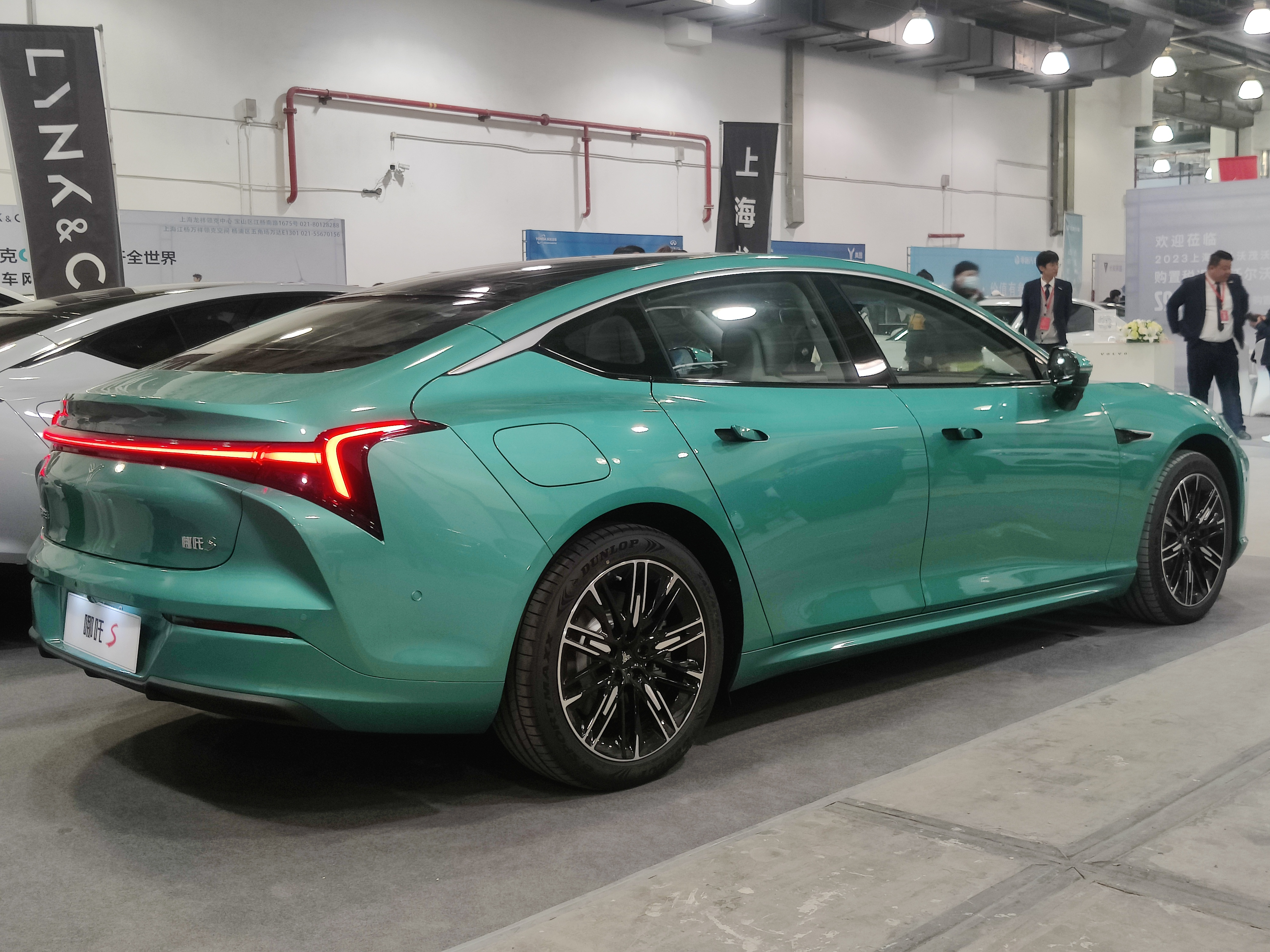
Вид сзади
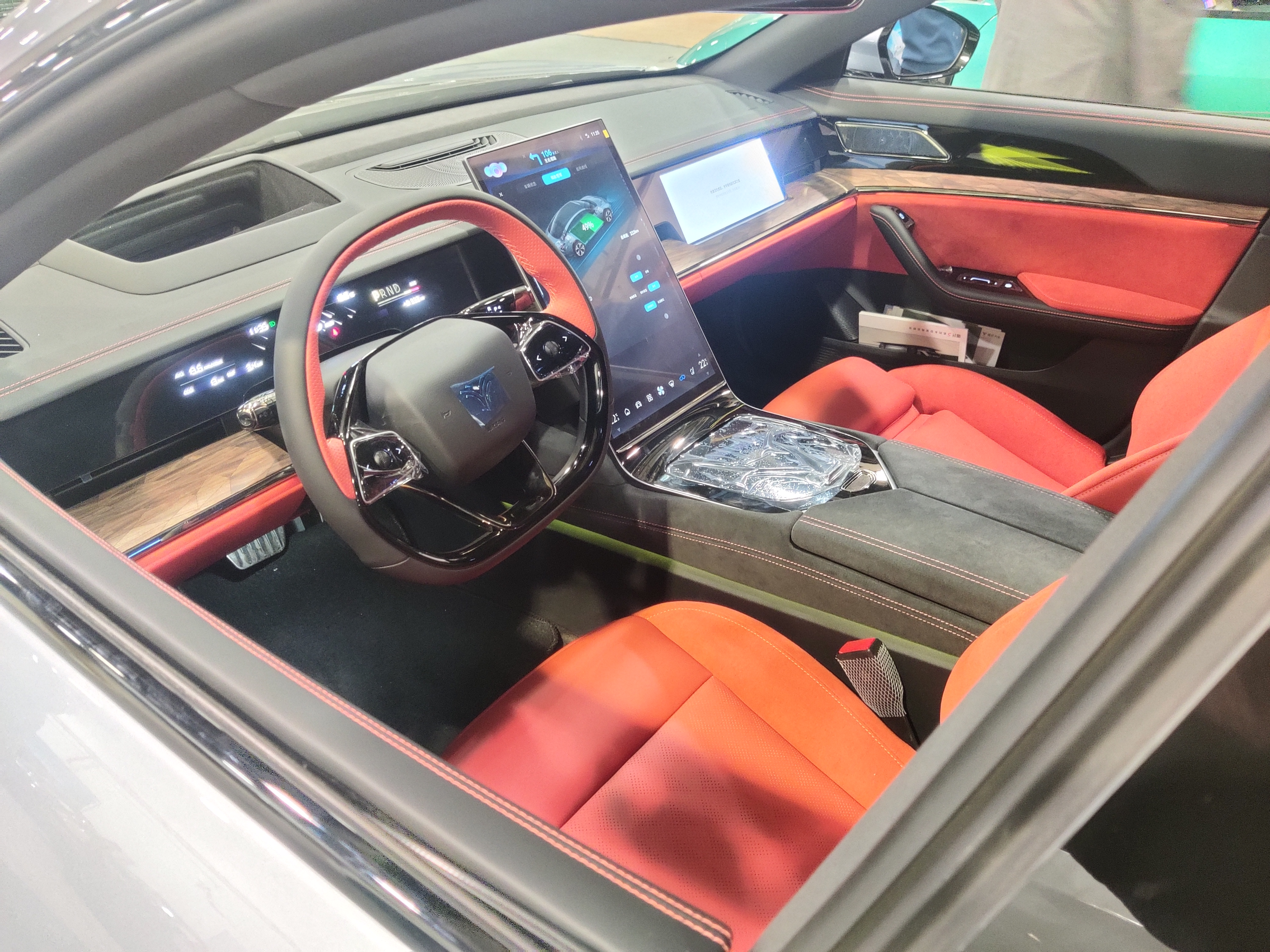
Интерьер

## Мировые рынки
Продажи Neta S начались в декабре 2022 года во время 39-й международной автомобильной выставки в Таиланде.